# Římskokatolická farnost Těchonice
Římskokatolická farnost Těchonice je územním společenstvím římských katolíků v rámci sušicko-nepomuckého vikariátu českobudějovické diecéze.

## O farnosti

### Historie
Plebánie v Těchonicích existovala od roku 1360. V pozdější době zanikla. V roce 1786 byla v místě zřízena lokálie, která byla roku 1887 povýšena na samostatnou farnost. Roku 1851 se v přifařených Velenovech narodil pozdější českobudějovický biskup Antonín Josef Hůlka.

### Současnost
Farnost Těchonice je administrována ex currendo ze Zbynic.
| Kostel                      | Místo      | Bohoslužba             | Bohoslužba                      | Poznámka        |
| --------------------------- | ---------- | ---------------------- | ------------------------------- | --------------- |
| Kaple                       | Neprochovy | neslouží se pravidelně | neslouží se pravidelně          | obecní kaple    |
| Kaple                       | Strážovice | neslouží se pravidelně | neslouží se pravidelně          | obecní kaple    |
| Kostel sv. Filipa a Jakuba  | Těchonice  | neděle                 | 14.00 (mimo 3. neděli v měsíci) | farní kostel    |
| Kostel sv. Jana Nepomuckého | Velenovy   | neslouží se pravidelně | neslouží se pravidelně          | filiální kostel |